# Chiesa di Santa Margherita (Venezia)
La chiesa di Santa Margherita è un edificio religioso sconsacrato di Venezia, ubicato nel sestiere di Dorsoduro.
Si colloca sul lato nord del campo omonimo, rivolgendo la facciata verso la stretta calle de la Chiesa. È attualmente chiusa al culto e ospita l'Auditorium Santa Margherita, una delle sedi dell'Università Ca' Foscari.

## Storia
Le origini di Santa Margherita si perdono nella leggenda: una tradizione la vorrebbe fondata da un Geniano Busignaco sotto il dogado di Pietro Tradonico e consacrata nell'853 dal vescovo di Castello Mauro. Ebbe il titolo di pieve sin dai primi tempi.

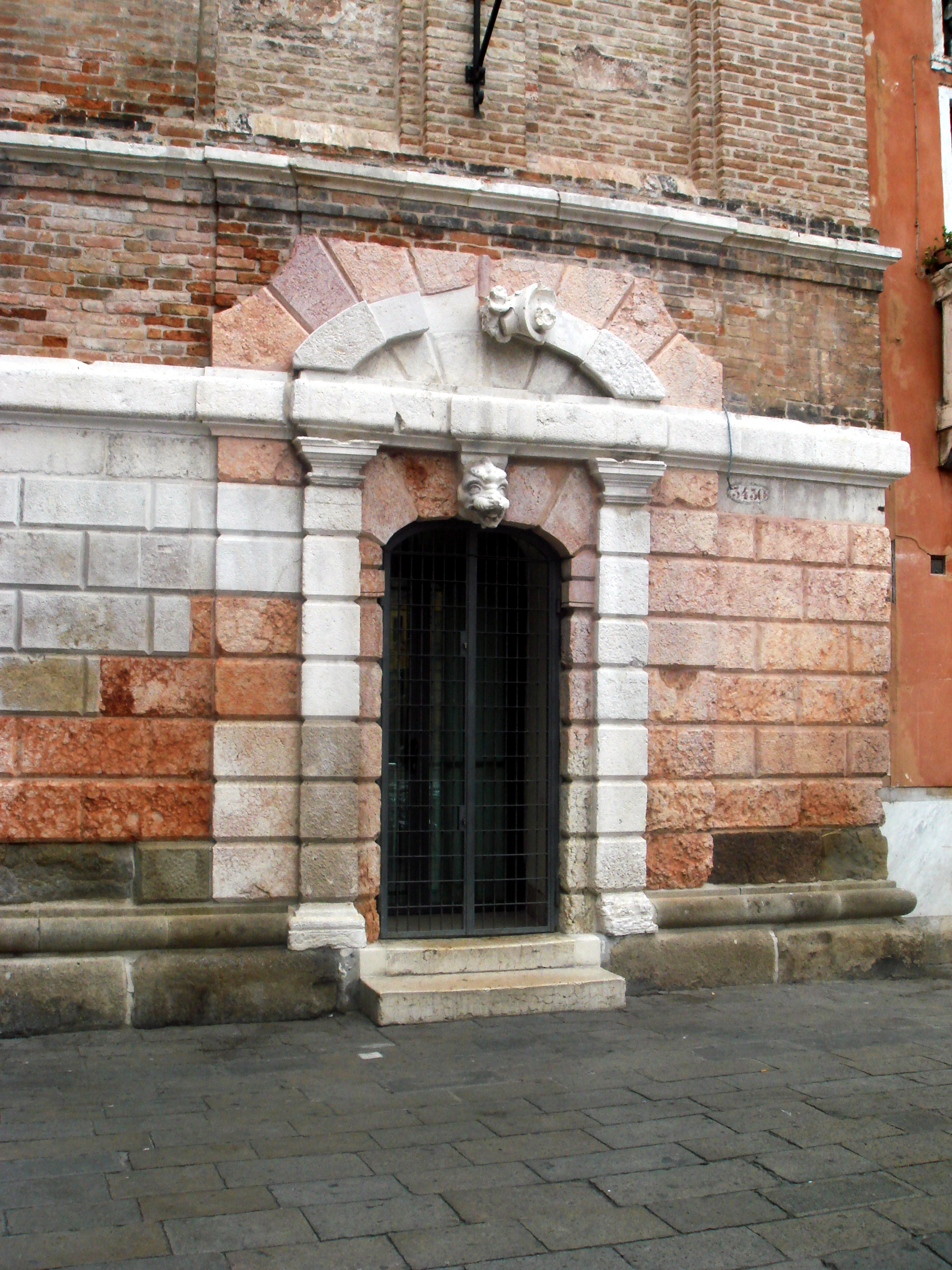
Vecchia entrata al campanile

In origine era affiliata alla chiesa di San Silvestro: il pievano aveva l'obbligo di versarle alcuni tributi, nonché di confluirvi il sabato santo per la benedizione del cero pasquale. Fu inoltre collegiata con un capitolo formato da due preti, un diacono e un suddiacono; con il passare del tempo venne ridotto al solo parroco affiancato, talvolta, da un sacrista.
La parrocchia fu soppressa durante il Regno d'Italia di Napoleone nel 1810: il territorio venne assegnato alla neoistituita parrocchia dei Carmini e la chiesa fu sconsacrata.
Da allora l'edificio ha avuto una storia travagliata: inizialmente fu adibito a magazzino di tabacchi, successivamente (1839) venne utilizzata come deposito dei marmi provenienti dalle altre chiese soppresse. Dal 1861 ospitò lo studio dello scultore Luigi Borro e dal 1882 vi trovò sede un tempio evangelico. Nel 1910 vi trovò sede la Camera del Lavoro, mentre dal 1921 al 1977 ospitò un cinema, detto popolarmente el vecio ("il vecchio"), che fu inoltre sede principale della Ditta Cinematografi Giuseppe Magnarin.
Dal 1994 ospita l'auditorium "Santa Margherita" dell'Università Ca' Foscari.
Il primo evento musicale eseguito nel nuovo Auditorium fu "La serva padrona" di G.B. Pergolesi, su regia di Marco Bellussi, con l'orchestra dell'Università Ca' Foscari diretta da Vincenzo Piani.

## Edificio
Anticamente la chiesa aveva una struttura di tipo basilicale a tre navate. Si ha notizia di una cappella ornata di mosaici, risalenti probabilmente al periodo bizantino.
L'attuale impianto è invece il risultato della ricostruzione secentesca su progetto di Giovanni Battista Lambranzi: sebbene si presentasse spoglia all'esterno, gli interni, ridotti a una sola navata, erano arricchiti da splendide opere e ricchi altari.
Dopo la soppressione della parrocchia e i successivi cambiamenti d'uso, la gran parte delle decorazioni fu dispersa (resta ancora qualcosa nella chiesa di Santo Stefano). Sulla volta è tuttora possibile ammirare un affresco del pittore Antonio Zanchi, che raffigura il martirio di Santa Margherita di Antiochia.
Attualmente la chiesa è un edificio sul cui lato destro, rivolto verso il campo, sono addossati dei palazzi e il campanile; la facciata a capanna, spoglia di ogni decorazione, guarda sulla calle che lega campo Santa Margherita alla vicina San Pantalon.
L'interno della chiesa, modificato a seconda della destinazione d'uso e spogliato di ogni arredo sacro, è di piccole dimensioni e a una navata. Già nel 1813 era stato rimosso il selciato di marmo originario. I cambiamenti più vistosi sono avvenuti nei primi decenni del 1900, quando la chiesa sconsacrata viene trasformata in cinema: la navata viene accorciata per fare spazio al foyer e alla biglietteria, vengono creati tre ordini di logge e barcacce e il presbiterio viene trasformato in palcoscenico. Inoltre l'affresco di Zanchi viene coperto da un telo. Nel 1987 l'Università Ca' Foscari acquista il vecchio cinema, per trasformarlo nell'auditorium dell'università. L'opera di restauro recupera i vecchi apparati decorativi, inoltre viene restaurato l'affresco di Zanchi. La struttura viene messa in sicurezza e dotata di impianti tecnologici all'avanguardia.

## Il campanile
Struttura adiacente alla facciata, il campanile è l'unico elemento della chiesa che guarda sul campo. Esso è molto caratteristico, in quanto mozzo: la parte superiore, infatti, fu demolita nel 1808 perché pericolante. Ne resta pressoché la metà, con intatto il portale d'ingresso e due feritoie. Nella tela del pittore Gabriel Bella L'ingresso di un Piovan a Santa Margherita, custodita nella pinacoteca Querini Stampalia di Venezia, è rappresentato il campanile così come doveva essere prima della demolizione.

## Voci correlate

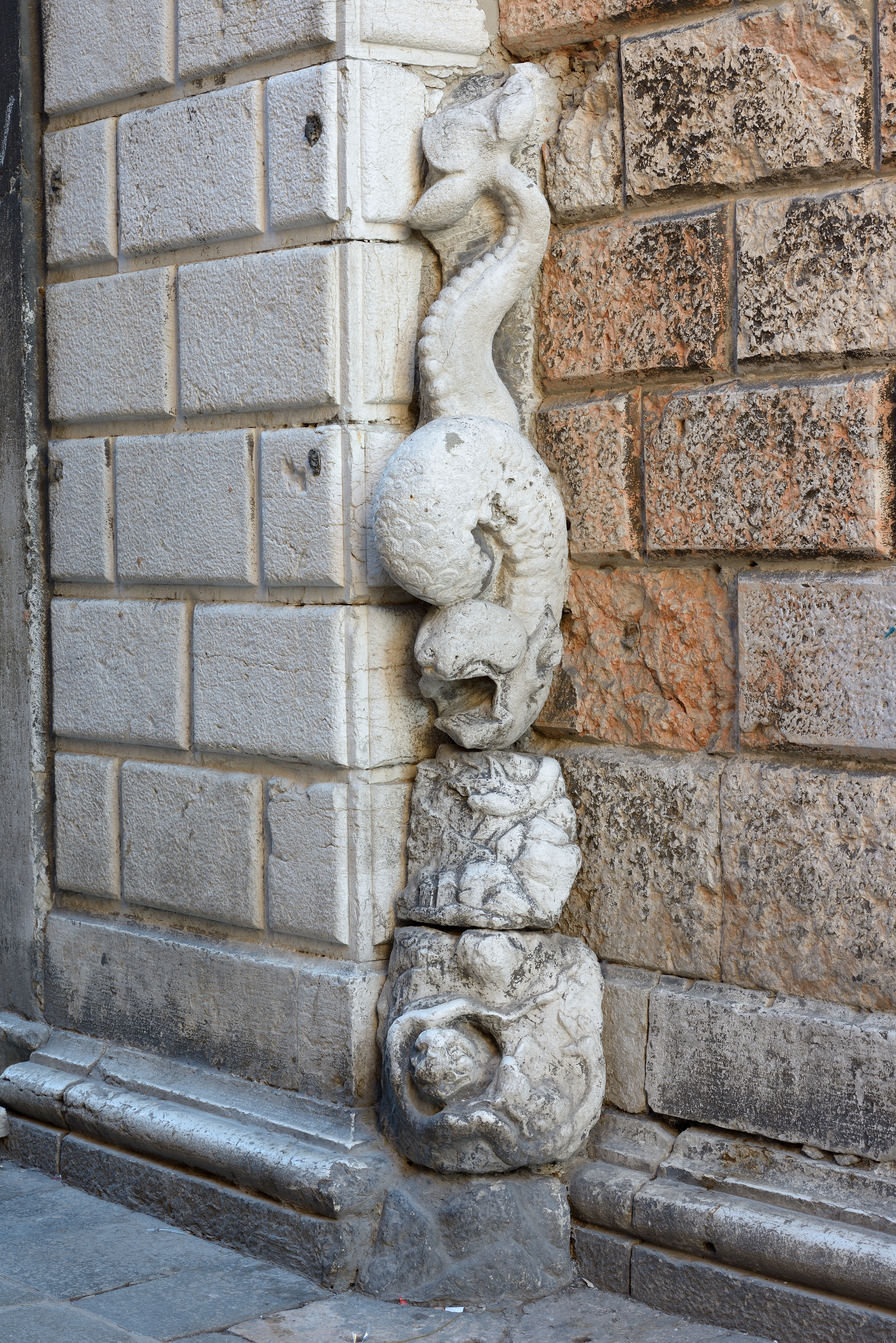
Dettaglio dell'entrata